# Allpahuayo Mishana
Het Allpahuayo-Mishana nationaal reservaat (Spaans: Reserva Nacional Allpahuayo-Mishana) is een beschermd gebied in Peru ten zuidwesten van Iquitos in de provincie Maynas van de regio Loreto. Binnen het reservaat komen verschillende bodemtypen voor zoals voedselarme, witte kwartszanden en anderzijds rode klei. Er zijn 500 verschillende soorten bomen, 1900 soorten bloemplanten, 475 soorten vogels, 143 soorten reptielen, 71 soorten amfibieën,  90 soorten parasitaire wespen en meer soorten vlinders dan op enige andere vergelijkbare plek op Aarde. 